# Phyllognathus orion
Phyllognathus orion är en skalbaggsart som beskrevs av Olivier 1789. Phyllognathus orion ingår i släktet Phyllognathus och familjen Dynastidae. Inga underarter finns listade i Catalogue of Life.